# Débora Vilalba
Débora Vieira Vilalba (São Paulo, 9 de março de 1976) é uma jornalista brasileira.

## Carreira
Formada em Publicidade e Propaganda pela Universidade Anhembi Morumbi desde 1998, trabalhou pouco na área estudada.
Após ser modelo e ser bicampeã paulista de jiu-jitsu, entrou para a televisão apresentando o programa Q Saúde no SporTV. Logo depois, apresentou, também no SporTV, o programa Moto'n'Roll. Tornou-se apresentadora reserva da edição paulista do Globo Esporte.
Na RecordTV, foi repórter do Tudo a Ver e co-apresentou os programas esportivos Debate Bola e Terceiro Tempo, além do Esporte Record News, na Record News. Também foi colunista do bloco de esportes do programa Hoje em Dia.
Em setembro de 2009, foi contratada pela TV Bandeirantes para apresentar A Liga, um programa jornalístico que contava com a participação de Lobão, Cazé Peçanha, Thaíde e Sophia Reis. Pela emissora, em 2012, apresentou o reality show Perdidos na Tribo.
Em 2015, foi para a RedeTV! como apresentadora da Super Faixa do Esporte. Ficou na emissora até novembro de 2016.
Em 2019, se tornou repórter do Domingo Espetacular, na Record, ficando até 2020.

## Filmografia
| Ano       | Nome                          | Função        | Emissora           |
| --------- | ----------------------------- | ------------- | ------------------ |
| 2004-2005 | Q Saúde                       | Apresentadora | SporTV             |
| 2004-2005 | Moto'n'Roll                   | Apresentadora | SporTV             |
| 2005-2006 | Globo Esporte SP              | Apresentadora | TV Globo São Paulo |
| 2006-2007 | Tudo a Ver                    | Apresentadora | Rede Record        |
| 2006-2007 | Hoje em Dia (bloco esportivo) | Apresentadora | Rede Record        |
| 2007-2009 | Esporte Record News           | Apresentadora | Record News        |
| 2010-2012 | A Liga                        | Apresentadora | Rede Bandeirantes  |
| 2012      | Perdidos na Tribo             | Apresentadora | Rede Bandeirantes  |
| 2015-2016 | Super Faixa do Esporte        | Apresentadora | RedeTV!            |
| 2019-2020 | Domingo Espetacular           | Repórter      | Rede Record        |